# Медведев, Даниил Сергеевич
Дании́л Серге́евич Медве́дев (род. 11 февраля 1996, Москва) — российский теннисист, бывшая первая ракетка мира в одиночном разряде. Победитель одного турнира Большого шлема (Открытый чемпионат США 2021), финалист пяти турниров Большого шлема в одиночном разряде (Открытый чемпионат США 2019 и 2023, Открытый чемпионат Австралии 2021, 2022 и 2024), победитель Итогового турнира ATP 2020 года, финалист Итогового турнира ATP 2021 года, победитель 20 турниров ATP в одиночном разряде, обладатель Кубка Дэвиса и Кубка ATP 2021 года в составе сборной России, двукратный обладатель Кубка Лэйвера в составе сборной Европы (2021, 2024). Один из трёх российских теннисистов в истории, побеждавших на турнире Большого шлема в мужском одиночном разряде.

## Общая биография
Родился 11 февраля 1996 года в Москве. В детстве занимался плаванием, теннисом, шахматами. В седьмом классе поступил в физико-математический лицей «Вторая школа», но после девятого перешёл на обучение экстерном в другую школу. После окончания поступил на дневное отделение факультета прикладной экономики и коммерции МГИМО, в РГУФК и в экономико-статистический институт на заочное отделение. Отучившись год в МГИМО на вечернем отделении, ушёл в академический отпуск, а затем в 2014 году вместе с семьёй переехал во Францию, где тренировался в академии Elite Tennis Center в Каннах, которой руководил бывший теннисист Жан-Рене Лиснар.
Отец — Сергей Яковлевич (по профессии компьютерный инженер, а затем стал бизнесменом), мать — Ольга Васильевна, сёстры — Юлия (ныне Турчанинова) и Елена, жена — Дарья. В октябре 2022 года родилась дочь Алиса.
Первым тренером Медведева была Екатерина Крючкова, с 12 лет — Иван Приданкин. Предпочтительное покрытие — хард. Соперником мечты назвал Пита Сампраса, а также, по его словам, вдохновился, когда смотрел за победой Марата Сафина на Открытом чемпионате Австралии.
Любит читать, играть в шахматы и PlayStation. Болельщик футбольного клуба «Бавария».

## Спортивная карьера

### Начало карьеры
На юниорском уровне в 2013 году на чемпионате Европы среди юниоров до 18 лет Медведев в одиночных соревнованиях дошёл до четвертьфинала, а в парных соревнованиях совместно с Кареном Хачановым вышел в финал. В начале 2014 года он достиг наивысшей для себя позиции в юниорском рейтинге, заняв 13-ю строчку.
В 2014 году Медведев завоевал свои первые титулы серии «фьючерс» (1 — в одиночном разряде и 2 — в парном). В 2015 году он продолжил выступать в турнирах серии «фьючерс», где одержал ещё 3 победы (2 — в одиночном и 1 — в парном), также он дебютировал в основной сетке турниров серии «челленджер». В октябре 2015 года Даниил впервые участвовал в основной сетке турнира мировой серии ATP и совместно с Асланом Карацевым вышел в четвертьфинал в парном разряде на Кубке Кремля в Москве.
В первой половине 2016 года Медведев выиграл по одному «фьючерсу» в одиночках и в парах. В мае он прошёл квалификацию на турнир ATP в Ницце и, таким образом, впервые сыграл в основной сетке в Мировом туре в одиночном разряде. Первую победу в основном туре Даниил одержал на турнире в Хертогенбосе над аргентинцем Орасио Себальосом. В июне 2016 года Медведев дошёл до финала квалификации к Уимблдону, где уступил британцу Маркусу Уиллису. В сентябре он впервые выиграл турнир серии «челленджер», обыграв бельгийца Йориса де Лоре в финале турнира в Сен-Реми-де-Прованс — 6-3, 6-3. Под конец сезона на Кубке Кремля он впервые вышел в четвертьфинал и в итоге смог закончить год в топ-100 мирового рейтинга.
В начале января 2017 года в индийском Ченнае Медведев впервые в карьере дошёл до финала турнира ATP тура, но в поединке за титул проиграл более опытному и титулованному испанцу Роберто Баутисте Агуту 3-6, 4-6. За выход в финал Медведев получил 150 рейтинговых очков и 42 тысячи долларов в качестве призовых и 9 января 2017 года поднялся в рейтинге ATP на 65-е место. Открытый чемпионат Австралии стал первым для 20-летнего россиянина турниром серии Большого шлема в основной сетке. В первом раунде он проиграл американцу Эрнесто Эскобедо. После Австралии Медведев дебютировал в составе сборной России в розыгрыше Кубка Дэвиса. Медведев в противостоянии первого раунда со сборной Сербии в матче против Новака Джоковича выиграл первый сет, но затем проиграл два и снялся с игры в начале четвёртого сета. Россияне проиграли сербам со счётом 1-4. В феврале Медведев смог выйти в четвертьфинал турниров в Монпелье и Марселе.
Следующий раз в 1/4 финала он попал в июне 2017 года на травяных турнирах в Хертогенбосе и Лондоне, а на турнире в Истборне дошёл до полуфинала. В июле Медведев на дебютном в основной сетке Уимблдоне совершил сенсацию, обыграв в первом круге третью ракетку мира Стэна Вавринку (6-4, 3-6, 6-4, 6-1). Во втором круге Медведев проиграл бельгийцу Рубену Бемельмансу. В начале августа Медведев, обыграв Григора Димитрова, вышел в четвертьфинал турнира в Вашингтоне. В октябре на Кубке Кремля в Москве вышел в четвертьфинал. По итогам сезона занял 65-е место в одиночном рейтинге.

### 2018: первые 3 титула ATP и топ-20 рейтинга
В начале сезона 2018 года Медведев выиграл первый титул ATP в карьере. Произошло это на турнире в Сиднее, где он начал путь к победе с квалификационного отбора. В финальном матче 13 января Медведев обыграл австралийца Алекса де Минора — 1-6, 6-4, 7-5. На Открытом чемпионат Австралии вышел во второй раунд. В феврале вышел в четвертьфинал зального турнира в Роттердаме. Грунтовую часть сезона Медведев провёл неудачно, выиграв на всех турнирах лишь один матч. В июле на Уимблдоне он смог дойти до третьего раунда. 25 августа 22-летний россиянин выиграл турнир в Уинстон-Сейлеме, в финале обыграв американца Стива Джонсона — 6-4, 6-4.
Во втором раунде Открытого чемпионата США Медведев в четырёх сетах переиграл 15-ю ракетку мира Стефаноса Циципаса и впервые вышел в третий раунд турнира. В сентябре дошёл до 1/4 финала на турнире в Санкт-Петербурге. За неделю до этого выиграл решающий матч (3:2 победа над Беларусью) в решающем отборочном противостоянии Кубка Дэвиса. В интервью журналу EnglishMag Медведев отметил, что победа над Егором Герасимовым стала самой важной победой на тот момент в его карьере. В начале октября выиграл третий в сезоне и за карьеру титул ATP. Медведев стал чемпионом на турнире серии АТР 500 в Токио. В финале он обыграл японца Кэя Нисикори — 6-2, 6-4. Победа в Японии позволила Медведеву подняться на 22-е место в рейтинге. До конца сезона дважды доходил до полуфинала на турнирах в Москве и Базеле. По итогам сезона занял 16-ю строчку рейтинга.

### 2019: финал в США, 2 титула на «Мастерсах» и топ-4 рейтинга
На первой неделе января на турнире в Брисбене Медведев обыграл известных теннисистов Энди Маррея, Милоша Раонича и Жо-Вильфрида Тсонга и дошёл до финала, где уступил Нисикори 4-6, 6-3, 2-6. На Открытом чемпионате Австралии Медведев дошёл до четвёртого круга, в котором уступил первой ракетке мира Новаку Джоковичу. В начале февраля выиграл титул в Софии (Болгария), обыграв в финале Мартона Фучовича из Венгрии в двух сетах.
В феврале на турнире АТР в Роттердаме дошел до полуфинала, где уступил Гаэлю Монфису.
В марте на турнире в Майами (США) дошёл до 1/8 финала, где проиграл в двух сетах швейцарцу Роджеру Федереру. В июле Медведев участвовал в Уимблдонском турнире, где дошёл до третьего раунда, но проиграл в пятисетовом поединке бельгийцу Давиду Гоффену, а также был оштрафован за неспортивное поведение. В начале августа в финале турнира в Вашингтоне (США) проиграл Нику Кирьосу со счётом 6-7(6), 6-7(4). На Мастерсе в Монреале в финале проиграл Рафаэлю Надалю со счётом 3-6, 0-6.
На «Мастерс 1000» в Цинциннати Медведев в полуфинале обыграл первую ракетку мира Новака Джоковича 3-6, 6-3, 6-3, а в финале победил бельгийца Давида Гоффена 7-6(3), 6-4, что позволило ему подняться на 5-ю позицию рейтинга.
Открытый чемпионат США 2019 года стал для Медведева весьма успешным. Перед началом турнира официальный сайт ATP включил его в число пяти основных фаворитов наряду с Новаком Джоковичем, Рафаэлем Надалем, Роджером Федерером и Домиником Тимом. Медведев, посеянный пятым, до четвертьфинала последовательно переиграв Праджнеша Гуннесварана из Индии, Уго Деллиена из Боливии, испанского ветерана Фелисиано Лопеса и немца Доминика Кёпфера. Гуннесварана Медведев обыграл в трёх сетах, остальным соперникам отдал по сету. В матче против Лопеса у Медведева возник конфликт с болельщиками, они были недовольны поведением россиянина на корте, который вырвал полотенце из рук болбоя, спорил с судьёй на вышке и сломал ракетку. В одном из эпизодов Медведев показал зрителям средний палец. После матча он был оштрафован на 9000 долларов США (5000 — за неспортивное поведение и 4000 — за жест). В двух предыдущих матчах Даниил Медведев также был оштрафован суммарно на 10 000 долларов. После матча с Лопесом Медведев заявил, что чем больше болельщики будут его освистывать, тем больше он будет побеждать. После матча с Кёпфером Даниил признал, что вёл себя ранее «как идиот». В четвертьфинале Медведев за 2 часа и 33 минуты обыграл трёхкратного победителя турниров Большого шлема Стэна Вавринку со счётом 7-6(6), 6-3, 3-6, 6-1. Даниил Медведев стал первым с Открытого чемпионата США 2010 года россиянином, который дошёл до полуфинала турнира Большого шлема, тогда это удалось Михаилу Южному. Также эта победа гарантировала Медведеву 4-е место в мировом рейтинге и квалификацию на итоговый турнир года. В полуфинале он за 2 часа и 38 минут обыграл болгарина Григора Димитрова, который также впервые в карьере играл в полуфинале Открытого чемпионата США, — 7:6(5), 6:4, 6:3. Медведев стал первым с 2000 года россиянином, вышедшим в финал Открытого чемпионата США (тогда Марат Сафин обыграл в решающем матче Пита Сампраса). Даниил Медведев стал третьим в истории Открытой эры теннисистом, игравшим в 4 подряд финалах турниров North American swing / US Open Series (после Ивана Лендла и Андре Агасси). В финале Медведев проиграл первые два сета Рафаэлю Надалю и уступал с брейком в третьей партии, но перехватил инициативу и выиграл третий сет 7-5, а затем и четвёртый 6-4. В пятом сете у Даниила было три брейк-поинта при счёте 1-0, но испанец отыграл их все. При счёте 2-2 Надаль взял подачу Медведева, а затем и ещё два гейма подряд. При счёте 2-5 Медведев отыграл одну подачу, а затем взял свою, отыграв два матчбола. В 10-м гейме у Даниила был брейк-пойнт, но Надаль отыграл его и затем довёл матч до победы. Матч продолжался 4 часа и 50 минут, Надаль реализовал 6 из 21 брейкпойнта, а Медведев — 5 из 15. Призовые Даниила Медведева за турнир составили 1,9 млн долларов.
Вслед за Открытым чемпионатом США Медведев сыграл в сентябре на домашнем турнире в Санкт-Петербурге, где довольно легко взял титул, не отдав в 4 матчах ни одного сета, тем самым продлив свою серию из 5 финалов подряд в 5 последних турнирах.
Следующим турниром для него стал «Мастерс 1000» в Шанхае в октябре, где он был посеян под третьим номером после Джоковича и Федерера. На этом турнире он не отдал соперникам ни сета. В финале переиграл Александра Зверева из Германии со счётом 6-4, 6-1. Для Медведева эта победа стала 4-й в сезоне в 9 финалах на турнирах ATP и второй на турнирах серии Мастерс. После этого он отказался от запланированного участия в середине октября в московском Кубке Кремля (где он бы посеян под первым номером) с тем, чтобы взять паузу перед завершающими турнирами сезона. По той же причине он отказался от участия в турнире в Вене, где также должен был быть посеян под первым номером. На турнире серии «Мастерс 1000» в Париже неожиданно проиграл на старте французу Жереми Шарди 6-4, 2-6, 4-6.
В середине ноября Даниил Медведев впервые в карьере принял участие в итоговом турнире ATP в Лондоне, где был посеян четвёртым. В первом матче россиянин уступил Стефаносу Циципасу в двух сетах 6-7(5), 4-6. Во втором матче Медведев был очень близок к победе над Рафаэлем Надалем, ведя 4-0 и 5-1 в третьем сете и имея матчбол на подаче Надаля, но в итоге проиграл матч на тай-брейке 7-6(3), 3-6, 6-7(4). После игры Даниил Медведев, который пришёл на пресс-конференцию только через два часа после матча, не смог объяснить свой спад в третьем сете и выразил надежду, что таких матчей в его карьере больше не будет, при этом теннисист отметил, что играл лучше, чем с Циципасом. В заключительном матче на итоговом турнире россиянин уступил Александру Звереву — 4-6, 6-7(4). Для Медведева этот матч стал 80-м на уровне ATP в одиночном разряде за сезон (59 побед и 21 поражение). 17 ноября стало известно, что Даниил Медведев не сыграет за сборную России в финальном турнире Кубка Дэвиса в Мадриде. По итогам сезона он занял пятое место в мировом рейтинге.

### 2020: победа в Финале ATP Тура и парижском «Мастерсе»
В начале января Медведев в составе сборной России выступил на Кубке ATP в Австралии. Он помог команде дойти до полуфинала, обыграв по ходу турнира Фабио Фоньини, Джона Изнера, Каспера Рууда и Диего Шварцмана. В полуфинале команда России уступила Сербии, а Медведев проиграл Джоковичу 1-6, 7-5, 4-6. В этом матче россиянин реализовал 3 из 11 брейкпойнтов, а серб — 5 из 11.
На Открытом чемпионате Австралии Медведев, посеянный четвёртым, уверенно дошёл до 4-го круга, обыграв трёх молодых теннисистов подряд — Фрэнсиса Тиафо (6-3, 4-6, 6-4, 6-2), Педро Мартинеса (7-5, 6-1, 6-3) и Алексея Попырина (6-4, 6-3, 6-2). В 4-м круге россиянин в упорной борьбе проиграл Стэну Вавринке (2-6, 6-2, 6-4, 6-7(2), 2-6), которого ранее обыграл дважды в двух встречах.
В феврале Даниил Медведев неудачно выступил на двух турнирах в зале — в Роттердаме в первом матче уступил Вашеку Поспишилу — 4-6, 3-6, а в Марселе сначала обыграл Янника Синнера в трёх сетах, но затем в четвертьфинале был разгромлен 35-летним Жилем Симоном — 4-6, 0-6.
В августе после возобновления ATP-тура на турнире серии Мастерс в Цинциннати Медведев уверенно выиграл первые два матча, но в четвертьфинале уступил 12-й ракетке мира Роберто Баутисте Агуту 6-1, 4-6, 3-6.
На Открытом чемпионате США Даниил Медведев был посеян третьим (после Джоковича и Тима) и уверенно преодолел первые три круга, обыграв Федерико Дельбониса (6-1, 6-2, 6-4), Кристофера О’Коннелла (6-3, 6-2, 6-4) и Джеффри Джона Вольфа (6-3, 6-3, 6-2). В четвёртом круге он разгромил американца Фрэнсиса Тиафо (6-4, 6-1, 6-0), а в четвертьфинале победил Андрея Рублёва со счётом 7-6(6), 6-3, 7-6(5), хотя на тай-брейке первого сета у Рублёва было три сетбола подряд. В конце третьего сета Медведев вызывал на корт врача из-за проблем с плечом и судорог ног. В полуфинале Медведев уступил Доминику Тиму со счётом 2-6, 6-7(7), 6-7(5). Во второй и третьей партии Даниил подавал на сет, имел сетболы, но в итоге проиграл.
В конце сентября на грунтовом турнире ATP 500 в Гамбурге Медведев уже в первом матче уступил Юго Эмберу (4-6, 3-6).
На Открытом чемпионате Франции, который был перенесён на осень из-за пандемии COVID-19, Даниил Медведев вновь не сумел выиграть свой первый матч на этом турнире Большого шлема, четвёртый год подряд уступив в первом круге. Россиянин, посеянный под 4-м номером, проиграл в четырёх сетах венгру Мартону Фучовичу — 4-6, 6-7(3), 6-2, 1-6.
На турнире в Санкт-Петербурге Медведев был посеян под первым номером. В первом круге он обыграл Ришара Гаске (3-6, 6-3, 6-0), но во втором уступил Райли Опелке (6-2, 5-7, 4-6).
После неудач сентября и октября Медведев вернулся к своему лучшему теннису в ноябре на турнире серии Мастерс в Париже. Он без проблем дошёл до финала, поочерёдно обыграв Кевина Андерсона, Алекса де Минора, Диего Шварцмана и Милоша Раонича. В финале встречался с Александром Зверевым. Уступив первый сет, Медведев сумел переломить ход поединка и завершить матч победой со счётом 5-7, 6-4, 6-1. Таким образом, он стал четвёртым россиянином, кому покорился Мастерс в Париже. Для Медведева эта победа стала первой на турнирах ATP с октября 2019 года.
В ноябре 2020 года в Лондоне на O2 Арене он одержал главную на тот момент победу в карьере, выиграв финал ATP Тура, который собрал сильнейших теннисистов. Даниил Медведев стал первым теннисистом в истории, кто обыграл на итоговом турнире всех представителей топ-3 рейтинга. В группе он выиграл все три матча в двух сетах, в том числе у Новака Джоковича (6-3, 6-3). В полуфинале обыграл Надаля — 3-6, 7-6(4), 6-3, а в финале с похожим счётом обыграл и Доминика Тима — 4-6, 7-6(2), 6-4. Благодаря этой победе Медведев закончил год на 4-м месте мирового рейтинга ATP. В 2020 году он попал в список самых высокооплачиваемых теннисистов мира по версии Forbes, заняв 8-е место в списке.

### 2021: победа в США, финал в Австралии, второе место в рейтинге
В начале февраля в составе сборной России победил на Кубке ATP в Мельбурне на кортах «Мельбурн-Парка». Медведев на групповой стадии обыграл Диего Шварцмана (7-5, 6-3) и Кея Нисикори (6-2, 6-4). В полуфинале переиграл Александра Зверева со счётом 3-6, 6-3, 7-5, при этом немецкий теннисист получил повреждение по ходу второго сета. В финале против Италии Даниил Медведев принёс России решающее очко, обыграв Маттео Берреттини (6-4, 6-2).
На Открытом чемпионате Австралии, сроки которого были сдвинуты на три недели из-за пандемии COVID-19, Медведев был посеян под четвёртым номером. В первых двух матчах обыграл Поспишила (6-2, 6-2, 6-4) и Карбальеса Баэну (6-2, 7-5, 6-1). В третьем круге в пяти сетах переиграл серба Филипа Краиновича — 6-3, 6-3, 4-6, 3-6, 6-0. В четвёртом круге обыграл американца Маккензи Макдональда (6-4, 6-2, 6-3). В четвертьфинале встретился с партнёром по сборной России на победном Кубке ATP Андреем Рублёвым и выиграл в трёх сетах (7-5, 6-3, 6-2), проиграв свою подачу только один раз. В полуфинале против шестой ракетки мира Стефаноса Циципаса Медведев победил в трёх сетах за 2 часа и 9 минут — 6-4, 6-2, 7-5. Россиянин выполнил 17 эйсов против 3 у Циципаса, отдав только одну подачу за матч. Таким образом, Медведев вышел в свой второй финал турнира Большого шлема. Последний раз российский теннисист играл в финале Открытого чемпионата Австралии в 2005 году, когда турнир выиграл Марат Сафин. В финале Медведев проиграл первой ракетке мира и 8-кратному победителю турнира Новаку Джоковичу, потерпев поражение со счётом 5-7, 2-6, 2-6 за 1 час и 53 минуты. По итогам турнира Даниил Медведев впервые в карьере поднялся на третье место в рейтинге, обойдя Доминика Тима.
В марте Медведев выиграл турнир ATP 250 в Марселе на твердом покрытии в зале. Это позволило ему подняться на второе место в рейтинге и обойти Рафаэля Надаля. Таким образом, россиянин стал первым с 2005 года теннисистом не из «Большой четвёрки», который занял второе место в рейтинге ATP.
На Открытом чемпионате Франции Даниил Медведев был посеян под вторым номером и впервые в карьере сумел выиграть матч в основной сетке этого турнира, победив в матче первого круга Александра Бублика (6-3, 6-3, 7-5). Затем Медведев прошёл ещё три круга, отдав всего один сет. В четвертьфинале россиянин проиграл Циципасу со счётом 3-6, 6-7(3), 5-7.
В конце июня Медведев впервые в карьере выиграл турнир ATP на траве (ранее все 10 титулов он завоевал на харде), победив на Мальорке. В финале турнира ATP 250 россиянин победил Сэма Куэрри 6-4, 6-2.
На Уимблдонском турнире Даниил был посеян под вторым номером и дошёл до 4-го круга, где уступил поляку Хуберту Хуркачу за 3 часа и 2 минуты. Россиянин вёл со счётом 6-2, 6-7, 6-3, 3-4, не отдав ни одной своей подачи, когда матч был прерван из-за дождя; на следующий день Хуркач перехватил инициативу и выиграл последние два сета со счётом 6-3, 6-3.
В конце июля на Олимпийских играх в Токио в одиночном разряде Медведев был посеян под вторым номером. В условиях очень жаркой погоды он выиграл три матча и вышел в 1/4 финала, где проиграл шестому сеянному Пабло Карреньо Бусте со счётом 2-6, 6-7(5). В парном разряде Медведев выступал с Асланом Карацевым, но уже в первом раунде россияне проиграли словакам Лукашу Клейну и Филипу Полашеку.
В середине августа Даниил Медведев победил на турнире серии Мастерс 1000 в Торонто. В четвертьфинальном матче против Хуберта Хуркача россиянин сумел взять реванш за поражение на Уимблдоне, выиграв со счётом 2-6, 7-6(6), 7-6(5), при этом не взяв за матч ни одной подачи соперника. В полуфинале и финале Медведев последовательно одолел двух теннисистов из США — Джона Изнера (6-2, 6-2) и Рейлли Опелку (6-4, 6-3). Победа в Торонто стала для Даниила 4-й на турнирах этой категории.
На турнире серии Мастерс 1000 в Цинциннати Медведев легко дошёл до полуфинала, в трёх матчах ни разу не отдав соперникам более 6 геймов. В полуфинале он уверенно выиграл первый сет у Андрея Рублёва, но затем уступил два следующих — 6-2, 3-6, 3-6.
В сентябре россиянин второй раз в карьере дошёл до финала Открытого чемпионата США. Победа в первом круге над Ришаром Гаске стала для Медведева 200-й на уровне ATP. До решающего матча Даниил Медведев проиграл всего один сет на турнире — в четвертьфинале Ботику ван де Зандсхюлпу. В полуфинале россиянин уверенно переиграл 21-летнего Феликса Оже-Альяссима — 6-4, 7-5, 6-2. Даниил Медведев стал первым в истории российским теннисистом, дошедшим до двух финалов турниров Большого шлема в мужском одиночном разряде за один сезон. В финале, состоявшемся 12 сентября, соперником Медведева стал Джокович, который в случае победы мог выиграть календарный Большой шлем. Однако россиянин доминировал на протяжении всей игры: единственный раз он отдал свою подачу при счёте 5-2 в третьем сете, подавая на матч. За матч он сделал 16 эйсов при 9 двойных ошибках. В итоге Медведев победил со счётом 6-4, 6-4, 6-4 и впервые в карьере завоевал титул на турнире Большого шлема в мужском одиночном разряде. Последний раз российскому теннисисту это удавалось в 2005 году, когда Марат Сафин выиграл Открытый чемпионат Австралии. Все матчи на турнире Даниил выиграл быстрее, чем за 2,5 часа. Медведев за победу заработал 2,5 млн долларов призовых.
После этой победы Даниил Медведев выступил на Кубке Лейвера в составе команды Европы, с которой выиграл турнир. По ходу турнира он сыграл один матч, выиграв у Дениса Шаповалова со счетом 6-4, 6-0.
В октябре Медведев был посеян под первым номером на турнире серии Мастерс в Индиан-Уэлсе. Он выиграл два матча, а в 4-м круге вёл против Григора Димитрова со счётом 6-4, 4-1, но затем болгарин перехватил инициативу, выиграл 5 геймов подряд, а затем и третий сет со счётом 6-3. После матча Медведев объяснил своё поражение резко выросшим уровнем игры соперника по ходу второго сета, а не своим спадом.
В первой половине ноября в Париже Даниил Медведев шестой раз в карьере дошёл до финала турнира серии Мастерс. В 4 матчах до финала он проиграл только один сет, а в полуфинале неожиданно легко разгромил Александра Зверева (6-2, 6-2). В финале россиянин впервые после Открытого чемпионата США встретился с Джоковичем, который сумел взять реванш со счётом 4-6, 6-3, 6-3. Джокович в этом матче реализовал 5 из 6 брейкпойнтов, а Медведев только 3 из 10. Для Медведева это поражение в финале стало первым на турнирах ATP в зале, ранее он выиграл 6 из 6.
В ноябре на Итоговом турнире ATP в Турине на групповой стадии Даниил Медведев выиграл все три матча, при чем у Александра Зверева и Янника Синнера лишь на тай-брейках третьих сетов. В полуфинале Медведев разгромил норвежца Каспера Рууда (6-4, 6-2), но в финале уступил Звереву в двух сетах (4-6, 4-6).
В декабре вместе со сборной России выиграл Кубок Дэвиса. В финальном турнире Медведев выиграл все пять матчей в двух сетах. В финале Даниил обыграл Марина Чилича и принёс победу российской команде.

### 2022: второй финал в Австралии, первая ракетка мира
В январе Медведев выступал за сборную России на Кубке ATP. Из-за положительных тестов на коронавирус Аслана Карацева, Андрея Рублёва и Евгения Донского, Даниил весь турнир провёл в паре с Романом Сафиуллиным. Обыграв на групповом этапе Францию, Австралию и Италию, Медведев и Сафиуллин вышли в полуфинал с первого места в группе B. В полуфинале сборная России проиграла сборной Канады. Даниил одержал победу в своем матче над Феликсом Оже-Альяссимом — 6-4, 6-0. Но решающий парный матч был проигран, что стало первым поражением пары Медведев/Сафиуллин на турнире, так как Даниил и Роман выиграли все три совместных матча на групповом этапе.
На Открытом чемпионате Австралии Медведев был посеян под вторым номером, но из-за того, что Новак Джокович, посеянный первым, не смог выступить из-за проблем с соблюдением австралийских антикоронавирусных правил, россиянин впервые в карьере выступал на турнире Большого шлема с высшим номером посева. Даниил уверенно прошёл три круга, отдав только один сет в матче второго раунда против австралийца Ника Кирьоса, которого россиянин обыграл со счётом 7-6(1), 6-4, 4-6, 6-2. Ранее соперники дважды встречались в 2019 году, и оба раза сильнее был Кирьос.
В четвертьфинале с Феликсом Оже-Альяссимом Даниил Медведев отыгрался с 0:2 по сетам. Матч продолжался 4 часа 42 минуты. В полуфинале, как и в 2021 году, Медведев встретился с Стефаносом Циципасом. Россиянин выиграл в четырёх сетах и вышел в свой четвёртый финал турнира Большого шлема.
Финал прошел 30 января. Даниилу Медведеву противостоял Рафаэль Надаль. Первый сет Даниил выиграл со счетом 6-2, дважды взяв под ноль подачу соперника. Во втором сете Надаль вел 5-3, однако россиянин довёл партию до тай-брейка, где победил со счётом 7-5. В третьем сете счет был 3-2 и 0-40 в пользу Даниила. Но Надаль переломил ход матча и взял третий и четвёртый сет со счётом 6-4, а затем и пятый со счётом 7-5. Финал продолжался 5 часов 24 минуты, став вторым по продолжительности в истории.
На пресс-конференции после финала Медведев сказал: «Сегодня во время матча я перестал мечтать. Теперь я играю только ради себя и чтобы обеспечить семью, и ради тех, кто в меня верит. Ребёнок во мне перестал мечтать».
24 февраля в рамках турнира ATP 500 в Акапулько россиянин победил испанца Пабло Андухара со счетом 6-1, 6-2 и пробился в четвертьфинал соревнований. При этом первая ракетка мира Новак Джокович проиграл свой матч и вылетел из турнира в Дубае, что позволило Даниилу обойти серба по очкам и с 28 февраля возглавить мировой мужской рейтинг ATP.
Медведев продержался на первой строчке три недели. 21 марта 2022 года он снова опустился на вторую строчку, пропустив вперед Джоковича. 2 апреля россиянин сообщил, что сделает операцию в связи с появлением грыжи, и приостановил выступления на турнирах до восстановления.
17 мая Даниил вернулся на корт на турнире ATP 250 в Женеве, где потерпел поражение уже в 1/8 финала от Ришара Гаске (2-6 ,6-7(5)).
На Открытом чемпионате Франции Медведев был посеян под вторым номером и сумел дойти до четвертого круга, последовательно одолев Факундо Баньиса, Ласло Дьёре и Миомира Кецмановича и не отдав соперникам ни сета. Однако затем Даниил без шансов уступил Марину Чиличу в трёх сетах (2-6, 3-6, 2-6).
В первой половине июня Медведев вышел в финал турнира на траве в Хертогенбосе, выиграв три матча в двух сетах, где сенсационно уступил находившемуся в третьей сотне рейтинга Тиму ван Рейтховену со счётом 4-6, 1-6.
13 июня Даниил Медведев вернулся на первое место рейтинга ATP.
В статусе первой ракетки мира Даниил, одолев в четвертьфинале ранее никогда не проигрывавшего россиянину Роберто Баутисту Агута, дошёл до финала травяного турнира ATP 500 в немецком Халле, где уступил Хуберту Хуркачу со счетом 1-6, 4-6. Это был 25-й в карьере Медведева финал турнира ATP. Примечательно, что для него это был также пятый проигранный финал турниров ATP подряд. После этого на травяном турнире на Мальорке уступил в четвертьфинале Баутисте Агуту (3-6, 2-6).
До Уимблдонского турнира российские игроки в 2022 году не были допущены организаторами в связи с продолжающимся вторжением России на Украину. При этом ATP решил не начислять никому рейтинговые очки за Уимблдон, поэтому пропуск турнира не поколебал позиций Медведева в рейтинге.
25 июля Даниил Медведев, не сыгравший в июле ни одного матча, начал десятую неделю в качестве первой ракетки мира, что стало лучшим результатом среди российских теннисистов по времени пребывания во главе рейтинга ATP (ранее рекорд принадлежал Марату Сафину с 9 неделями).
4 августа Медведев в матче с Ринки Хидзикатой на турнире ATP 250 в Лос-Кабосе одержал 250-ю победу в карьере, а в финале соревнования победил Кэмерона Норри (7-5, 6-0). Таким образом, Даниил прервал серию неудачных финалов и выиграл первый титул с Открытого чемпионата США 2021 года.
10 августа он вылетел с Мастерса в Монреале, проиграв в первом же матче Нику Кирьосу 7-6(2), 4-6, 2-6, и не смог защитить 1000 рейтинговых очков за победу на турнире в прошлом году. Медведев лишь второй раз в сезоне проиграл уже в первом матче турнира.
На Мастерсе в Цинциннати Даниил Медведев последовательно обыграл Ботика ван де Зандсхюлпа, Дениса Шаповалова и Тейлора Фритца, однако в полуфинале проиграл Циципасу в трёх сетах. При этом благодаря поражению Надаля уже во втором круге Даниил впервые в карьере обеспечил себе первый номер посева на турнире Большого шлема — Открытом чемпионате США. Медведев стал первым в истории россиянином, посеянным под первым номером на турнире Большого шлема в мужском одиночном разряде.
На Открытом чемпионате США Медведев уверенно прошёл первые три круга, не отдав соперникам ни одного сета. В 4-м раунде Даниил второй раз за месяц уступил Нику Кирьосу — на этот раз в 4 сетах. По окончании турнира после 13 недель подряд на первой строчке рейтинга ATP Медведев опустился на четвёртую, лидером рейтинга стал победитель турнира Карлос Алькарас.
30 октября Даниил Медведев завоевал титул на турнире ATP 500 в Вене, обыграв в финале Дениса Шаповалова 4-6 6-3 6-2. По ходу соревнования Даниил последовательно победил Николоза Басилашвили, Доминика Тима, Янника Синнера и Григора Димитрова, а также в четвёртый раз подряд квалифицировался на Итоговый турнир ATP. Медведев выиграл турнир категории ATP 500 второй раз в карьере и впервые с осени 2018 года, когда он победил в Токио. Также Даниил пятый сезон подряд выиграл не менее двух турниров ATP.
В ноябре на Итоговом турнире Медведев последовательно проиграл все три матча в группе со счётом 1:2 по сетам Андрею Рублёву, Стефаносу Циципасу и Новаку Джоковичу, завершив сезон на седьмом месте рейтинга ATP.

### 2023: вылет и возвращение в топ-10, первый титул на грунте, финал в США
Сезон Даниил начал с турнира в Аделаиде, где в полуфинале уступил Новаку Джоковичу (3-6, 4-6), потерпев от серба 4-е поражение подряд.
На Открытом чемпионате Австралии Медведев был посеян под седьмым номером. Даниил уверенно прошёл первые два круга, не отдав ни сета, но в третьем раунде уступил 31-й ракетке мира Себастьяну Корде в трёх сетах. По итогам турнира Медведев впервые с лета 2019 года покинул топ-10 мирового рейтинга, откатившись на 12-ю строчку.
В феврале он выиграл турнир ATP 500 в Роттердаме. В четвертьфинале Даниил обыграл 8-ю ракетку мира Феликса Оже-Альяссима, прервав серию из девяти поражений в матчах с игроками топ-10, которая продлилась более года с проигранного Надалю финала Открытого чемпионата Австралии-2022. В полуфинале Медведев обыграл Григора Димитрова и обеспечил себе возвращение в десятку рейтинга. В финале Даниил победил Янника Синнера 5-7, 6-2, 6-2.
Также в феврале Медведев победил на втором турнире подряд, выиграв ATP 250 в Дохе. В полуфинале Даниил снова обыграл девятую ракетку мира Феликса Оже-Альяссима, а в финале победил Энди Маррея 6-4, 6-4.
В марте на турнире ATP 500 в Дубае Медведев в полуфинале обыграл действующую первую ракетку мира Новака Джоковича со счётом 6-4, 6-4, прервав 20-матчевую победную серию серба в официальных встречах. В финале одержал победу над Андреем Рублёвым со счётом 6-2 6-2, выиграв третий турнир подряд. Это был 30-й в карьере Даниила Медведева финал турнира ATP (18 побед и 12 поражений).
Также в марте на Мастерсе в Индиан-Уэлсе Медведев, обыграв по ходу турнира в том числе Александра Зверева, дошёл до четвёртого финала подряд. Однако в решающем матче победу одержал Карлос Алькарас со счётом 6-3 6-2, прервав серию Даниила из 19 побед подряд.
На Мастерсе в Майами Медведев вышел в пятый финал подряд, в котором победил Янника Синнера со счётом 7-5, 6-3. Таким образом, Даниил завоевал уже четвёртый титул в 2023 году.
В мае Медведев завоевал свой первый титул на грунтовом покрытии в карьере, победив в финале Мастерса в Риме датчанина Хольгера Руне со счётом 7-5, 7-5. Это была шестая победа Даниила на турнирах серии Мастерс. После триумфа Медведев также стал второй ракеткой мира. Он выиграл пятый турнир ATP за сезон, ранее ему не удавалось выигрывать более 4.
На Открытом чемпионате Франции Медведев был посеян под вторым номером и сенсационно проиграл в первом раунде бразильцу Тиаго Зайботу Вилду со счётом 6-7(5), 7-6(6), 6-2, 3-6, 4-6.
Травяной сезон Даниил начал неудачно: в Хертогенбосе проиграл во втором круге Адриану Маннарино, а в Галле вылетел в четвертьфинале от Роберто Баутисты Агута. Однако на Уимблдоне Медведев, посеянный под третьим номером, нашёл свою игру, при этом ему повезло с сеткой — до полуфинала он не играл ни с одним из сеянных теннисистов. В первых 4 раундах Даниил отдал только один сет. В четвертьфинале Медведев в пяти сетах обыграл несеянного Кристофера Юбэнкса со счётом 6-4, 1-6, 4-6, 7-6(4), 6-1. Медведев шестой раз в карьере достиг стадии полуфинала на турнирах Большого шлема и впервые это удалось ему сделать не на харде. В полуфинале россиянин ничего не смог противопоставить будущему чемпиону Карлосу Алькарасу — 3-6, 3-6, 3-6.
В августе на турнире серии Мастерс в Канаде на харде Медведев в четвертьфинале в двух сетах уступил Алексу де Минору. Следом за этим на Мастерсе в Цинциннати уступил во втором матче Александру Звереву — 4-6, 7-5, 4-6.
На Открытом чемпионате США Медведев был посеян под третьим номером и четвёртый раз за последние пять лет добрался до стадии полуфинала. В 4-м круге Даниил победил 13-го сеянного Алекса де Минора со счётом 2-6 6-4 6-1 6-2. В четвертьфинале Медведев уверенно переиграл восьмого сеянного Андрея Рублёва — 6-4, 6-3, 6-4. Медведев победил Рублёва 6-й раз в 8 матчах на уровне ATP. В полуфинале Даниил Медведев, по мнению экспертов, продемонстрировал очень высокий уровень игры и победил первую ракетку мира Карлоса Алькараса со счётом 7-6(3), 6-1, 3-6, 6-3. После игры Медведев заявил, что «превзошёл себя» и «сыграл на 12 из 10». Это была шестая в его карьере победа над теннисистом, занимающим первое место в рейтинге. Даниил пятый раз в карьере вышел в финал турнира Большого шлема и третий раз — в США (после 2019 и 2021 годов). Медведев стал первым россиянином, пять раз доходившим до финалов турниров Большого шлема в мужском одиночном разряде. В финале Даниил Медведев уступил Новаку Джоковичу со счётом 3-6, 6-7(5), 3-6. Во втором сете Медведев не реализовал сетбол на подаче Джоковича. За весь матч россиянину удалось взять подачу соперника только один раз.
В начале октября Медведев дошёл до финала турнира ATP 500 на харде в Пекине. Даниилу удалось обыграть на пути к финалу трёх игроков из топ-15 мирового рейтинга — Томми Пола, Алекса де Минора и Александра Зверева (4-я победа в 5 матчах со Зверевым в 2023 году). В решающем матче Медведев проиграл на двух тай-брейках седьмой ракетке мира Яннику Синнеру. Вслед за этим на турнире серии Мастерс в Шанхае Даниил Медведев уже во втором матче уступил Себастьяну Корде в двух сетах. В конце октября вышел в финал турнира ATP 500 в Вене на харде в зале, который он выиграл в прошлом году. В финале Медведев вновь, как и Пекине, встретился с Синнером и вновь проиграл в очень упорном матче. В первом сете Даниил вёл на тай-брейке 4-1, но уступил его со счётом 7-9. Второй сет остался за ним (6-4). В третьем сете Синнер сделал брейк в 4-м гейме, который продолжался 20 минут. Медведев быстро отыграл брейк, но затем вновь упустил подачу и проиграл партию, а с ней и матч — 6-7(7), 6-4, 3-6. Даниил Медведев повторил свой рекорд 2019 года по количеству финалов турниров ATP за сезон (9).
На Итоговом турнире Медведев в группе в двух сетах переиграл Андрея Рублёва и Александра Зверева, а также в двух сетах уступил Алькарасу. В полуфинале Даниил проиграл Синнеру со счётом 3-6, 7-6(4), 1-6. За сезон Медведев одержал 66 побед при 18 поражениях, выиграл 5 титулов ATP и завершил год на третьем месте в рейтинге после Джоковича и Алькараса.
В декабре совместно с Андреем Рублёвым, Миррой Андреевой и Софией Кенин стал победителем командного выставочного турнира World Tennis League (WTL).

### 2024: финал в Австралии
В январе на Открытом чемпионате Австралии Медведев в первом круге одиночного разряда победил француза Теранса Атмана, во втором круге в пятисетовом матче — финна Эмиля Руусувуори. В третьем круге Даниил в трёх сетах обыграл Феликса Оже-Альяссима, а в четвёртом круге — в 4 сетах 69-ю ракетку мира португальца Нуну Боржеша. Медведев 9-й раз в карьере вышел в 1/4 финала турнира Большого шлема и третий раз — в Австралии. В 1/4 финала Даниил Медведев за 3 часа и 59 минут обыграл в 5 сетах девятую ракетку мира Хуберта Хуркача — 7-6(4), 2-6, 6-3, 5-7, 6-4. В 4-м сете Медведев вёл 4-2, но проиграл партию, однако сумел выиграть пятый сет. Он 8-й раз в карьере вышел в полуфинал турнира Большого шлема и третий раз в Австралии после 2021 и 2022 годов. Медведев побил рекорд по количеству полуфиналов турниров Большого шлема в мужском одиночном разряде среди российских теннисистов, ранее принадлежавший Марату Сафину (7). В полуфинале Даниил встретился с Александром Зверевым и одержал волевую победу за 4 часа и 18 минут со счётом 5-7, 3-6, 7-6(4), 7-6(5), 6-3. В 4-м сете на тай-брейке Зверев вёл 5-4 и имел две подачи, но Медведев выиграл три мяча подряд. За последние три сета матча Даниил ни разу не отдал свою подачу. Всего за матч он активно выиграл 52 мяча при 41 невынужденной ошибке, у Зверева было 66 активно выигранных мячей и 70 ошибок. Медведев вышел в свой третий финал на турнире в Австралии, а суммарно в шестой финал турниров Большого шлема (рекорд среди россиян в мужском одиночном разряде). В финале Даниил Медведев выиграл два первых сета у 4-й ракетки мира Янника Синнера, который впервые вышел в финал турнира Большого шлема, однако Синнеру удалось переломить ход матча и выиграть три сета подряд — 3-6, 3-6, 6-4, 6-4, 6-3. Матч продолжался 3 часа и 44 минуты. Медведев реализовал 4 из 12 брейкпойнтов, а Синнер — 4 из 9 (он ни разу не отдал свою подачу в последних трёх сетах). За весь турнир россиянин провёл на корте рекордные 24 часа и 17 минут и стал первым в истории, кто проиграл два финала турниров Большого шлема, ведя по сетам 2-0. Призовые Медведева за турнир составили 1,17 млн долларов США.
После месячного перерыва Даниил потерял 750 очков и пропустил вперед Янника Синнера, который занял 3-ю строчку рейтинга. 27 февраля Медведев сыграл свой первый матч после АО 2024, победив в Дубае Александра Шевченко 6-3, 7-5. Одолев Лоренцо Сонего и Алехандро Давидовича Фокину, Медведев в полуфинале потерпел поражение от будущего чемпиона турнира Юго Эмбера.
На тысячнике в Индиан-Уэлсе Даниил дошёл до финала, последовательно обыграв Роберто Карбальеса Баэну, Себастьяна Корду, Григора Димитрова, Хольгера Руне и Томми Пола. В решающем матче, как и на прошлогоднем турнире, Медведев проиграл Карлосу Алькарасу — 6-7(5), 1-6.
На мастерсе в Монте-Карло Даниил принял участие как в одиночном, так и в парном разряде. В первом круге парного турнира пара Медведев/Сафиуллин проиграли соотечественникам-паре Рублёв/Хачанов 6-7(1), 1-6. В одиночном разряде Медведев во втором круге обыграл Гаэля Монфиса 6-2, 6-4, но снова проиграл Карену Хачанову в третьем кргуе 3-6, 5-7.
Далее последовал турнир в Мадриде, в котором Даниил дошёл до четвертьфинала, снявшись с игры при счёте 4-6 и пропустив в полуфинал Иржи Легечку. Также россиянин участвовал в паре с Томми Полом в парном разряде, уступив в первой же игре паре Симоне Болелли/Андреа Вавассори 2-6, 6-7(5).
В Риме Медведеву предстояло защищать титул в одиночном разряде, но Даниил уступил в 4-м круге американцу Томми Полу 1-6, 4-6.
На Открытом чемпионате Франции Медведев начал с победы в первом круге над Домиником Кепфером 6-3, 6-4, 5-7, 6-3, далее последовала победа над снявшимся с турнира Миомиром Кецмановичем 6-1, 5-0, в третьем круге он одолел Томаша Махача 7-6(4), 7-5, 1-6, 6-4, а в четвёртом круге встретился с Алексом де Минором 6-4, 2-6, 1-6, 3-6, закончив на этом свое выступление на турнире.
На Уимблдоне Даниил на стадии четвертьфинала обыграл Янника Синнера в пяти сетах 6-7(7), 6-4, 7-6(4), 2-6, 6-3 и вышел в полуфинал турнира. Ранее соперниками, которых Медведев обыграл по ходу турнира, были Александр Ковачевич, Александр Мюллер, Ян-Леннард Штруфф и Григор Димитров (снялся по ходу матча из-за травмы). В полуфинале в четырёх сетах Даниил проиграл будущему победителю Карлосу Алькарасу.
На Олимпийских играх в Париже, теннисный турнир которых проходил на кортах «Ролан Гаррос», Медведев в одиночном разряде проиграл в третьем круге в двух сетах Феликсу Оже-Альяссиму.
На Открытом чемпионате США уверенно дошёл до 1/4 финала, отдав в 4 матчах только 1 сет. В четвертьфинале уступил первой ракетке Яннику Синнеру со счётом 2-6, 6-1, 1-6, 4-6, который затем выиграл турнир.
В сентябре Медведев в составе сборной Европы выиграл Кубок Лэйвера во второй раз в карьере, хотя проиграл оба своих одиночных матча американцам Фрэнсису Тиафо и Бену Шелтону.
На турнире ATP 500 в Пекине дошёл до полуфинала, где проиграл в двух сетах Карлосу Алькарасу (5-7, 3-6). Вслед за этим на Мастерсе в Шанхае проиграл в 1/4 финала Яннику Синнеру (1-6, 4-6).
На Итоговом турнире в Турине не сумел выйти из группы — обыграл Алекса Де Минора и уступил Тейлору Фрицу и Яннику Синнеру. Сезон закончил на 5-м месте в рейтинге.

### 2025: выпадение из топ-10 рейтинга
В середине января 2025 года начал сезон с участия в Открытом чемпионате Австралии. В первом круге встретился с 418-й ракеткой мира Касидитом Самреем и победил только в 5 партиях со счётом 6-2, 4-6, 3-6, 6-1, 6-2. Во втором круге Даниил проиграл 19-летнему американцу Лёрнеру Тьену в пяти сетах. Медведев отыграл матчбол на тай-брейке третьего сета, а затем выиграл четвёртый сет со счётом 6-1. В пятом сете Тьен повёл с брейком, но Медведев отыграл его, а затем сам подавал на матч при счёте 6-5, но проиграл свою подачу. Тьен в итоге выиграл на чемпионском тай-брейке пятого сета — 6-3, 7-6(4), 6-7(8), 1-6, 7-6(10-7). За матч Медведев 9 раз проиграл свою подачу (в том числе 4 раза во втором сете), сделав при этом 10 брейков. Медведев выиграл за матч всего 59 % очков на своей подаче (у Тьена этот показатель был еще меньше — 56 %). За турнир он заработал 124 тыс. долларов, как и все участники 1/32 финала. После турнира Медведев опустился на 7-е место в рейтинге, а через неделю и на 8-е (низшее за два года).
В феврале на турнире серии ATP 500 в Роттердаме Медведев сначала обыграл в трёх сетах ветерана Стэна Вавринку, а во втором круге уступил 92-й ракетке мира итальянцу Маттии Беллуччи также в трёх сетах. Вслед за этим на турнире ATP 250 в Марселе проиграл в полуфинале 86-й ракетке мира Хамаду Меджедовичу (3-6, 2-6). На турнире ATP 500 в Дохе обыграл Карена Хачанова и Зизу Бергса, а затем снялся после проигранного первого сета четвертьфинала против Феликса Оже-Альяссима. В конце февраля был посеян под первым номером на турнире ATP 500 в Дубае, где в 1/4 финала проиграл 47-й ракетке мира Таллону Грикспору, не реализовав 4 матчбола на приёме во втором сете. 
В марте на Мастерсе в Индиан-Уэлсе дошёл до полуфинала, где уступил 13-й ракетке мира Хольгеру Руне (5-7, 4-6). Вслед за этим на Мастерсе в Майами без борьбы проиграл 56-й ракетке мира Хауме Мунару (2-6, 3-6).
31 марта впервые с февраля 2023 года выпал из топ-10 рейтинга.
В апреле на Мастерсе в Монте-Карло обыграл в трёх сетах Карена Хачанова и Александра Мюллера, а в третьем круге проиграл Алексу де Минору (2-6, 2-6).
1 мая на Мастерсе в Мадриде на грунте проиграл в 1/4 финала Касперу Рууду (3-6, 5-7). Для Медведева это был 23-й в карьере четвертьфинал на Мастерсах (15 побед — 8 поражений).

## Рейтинг на конец года
| Год  | Одиночный рейтинг | Парный рейтинг |
| 2024 | 5 ▼               | 336 ▲          |
| 2023 | 3 ▲               | ▼              |
| 2022 | 7 ▼               | 407 ▼          |
| 2021 | 2 ▲               | 280 ▼          |
| 2020 | 4 ▲               | 202 ▼          |
| 2019 | 5 ▲               | 188 ▲          |
| 2018 | 16 ▲              | 389 ▼          |
| 2017 | 65 ▲              | 348 ▼          |
| 2016 | 99 ▲              | 301 ▲          |
| 2015 | 329 ▲             | 331 ▲          |
| 2014 | 655               | 751            |

## Выступления на турнирах

### Финалы турниров Большого шлема в одиночном разряде (6)

#### Победа (1)
| №  | Год  | Турнир                 | Покрытие | Соперник в финале | Счёт        |
| 1. | 2021 | Открытый чемпионат США | Хард     | Новак Джокович    | 6-4 6-4 6-4 |

#### Поражения (5)
| №  | Год  | Турнир                           | Покрытие | Соперник в финале | Счёт                   |
| 1. | 2019 | Открытый чемпионат США           | Хард     | Рафаэль Надаль    | 5-7 3-6 7-5 6-4 4-6    |
| 2. | 2021 | Открытый чемпионат Австралии     | Хард     | Новак Джокович    | 5-7 2-6 2-6            |
| 3. | 2022 | Открытый чемпионат Австралии (2) | Хард     | Рафаэль Надаль    | 6-2 7-6(5) 4-6 4-6 5-7 |
| 4. | 2023 | Открытый чемпионат США (2)       | Хард     | Новак Джокович    | 3-6 6-7(5) 3-6         |
| 5. | 2024 | Открытый чемпионат Австралии (3) | Хард     | Янник Синнер      | 6-3 6-3 4-6 4-6 3-6    |

### Финалы Итогового турнираATP(2)

#### Победа (1)
| №  | Год  | Турнир                 | Покрытие   | Соперник в финале | Счет           |
| 1. | 2020 | Лондон, Великобритания | Хард (зал) | Доминик Тим       | 4-6 7-6(2) 6-4 |

#### Поражение (1)
| №  | Год  | Турнир        | Покрытие   | Соперник в финале | Счет    |
| 1. | 2021 | Турин, Италия | Хард (зал) | Александр Зверев  | 4-6 4-6 |

### Финалы турнировATPв одиночном разряде (39)

#### Победы (20)
| Легенда                     |
| --------------------------- |
| Турниры Большого шлема (1)* |
| Итоговый турнир ATP (1)     |
| Мастерс (6)                 |
| АТР 500 (4)                 |
| АТР 250 (8)                 |

| Титулы по покрытиям | Титулы по месту проведения матчей турнира |
| ------------------- | ----------------------------------------- |
| Хард (18)*          | Зал (8)                                   |
| Грунт (1)           | Зал (8)                                   |
| Трава (1)           | Открытый воздух (12)                      |
| Ковёр (0)           | Открытый воздух (12)                      |

* количество побед в одиночном разряде + количество побед в парном разряде.
| №   | Дата             | Турнир                  | Покрытие   | Соперник в финале | Счёт           |
| --- | ---------------- | ----------------------- | ---------- | ----------------- | -------------- |
| 1.  | 13 января 2018   | Сидней, Австралия       | Хард       | Алекс де Минор    | 1-6 6-4 7-5    |
| 2.  | 26 августа 2018  | Уинстон-Сейлем, США     | Хард       | Стив Джонсон      | 6-4 6-4        |
| 3.  | 7 октября 2018   | Токио, Япония           | Хард (зал) | Кэй Нисикори      | 6-2 6-4        |
| 4.  | 10 февраля 2019  | София, Болгария         | Хард (зал) | Мартон Фучович    | 6-4 6-3        |
| 5.  | 18 августа 2019  | Цинциннати, США         | Хард       | Давид Гоффен      | 7-6(3) 6-4     |
| 6.  | 22 сентября 2019 | Санкт-Петербург, Россия | Хард (зал) | Борна Чорич       | 6-3 6-1        |
| 7.  | 13 октября 2019  | Шанхай, Китай           | Хард       | Александр Зверев  | 6-4 6-1        |
| 8.  | 8 ноября 2020    | Париж, Франция          | Хард (зал) | Александр Зверев  | 5-7 6-4 6-1    |
| 9.  | 22 ноября 2020   | Итоговый турнир ATP     | Хард (зал) | Доминик Тим       | 4-6 7-6(2) 6-4 |
| 10. | 14 марта 2021    | Марсель, Франция        | Хард (зал) | Пьер-Юг Эрбер     | 6-4 6-7(4) 6-4 |
| 11. | 26 июня 2021     | Санта-Понса, Испания    | Трава      | Сэм Куэрри        | 6-4 6-2        |
| 12. | 15 августа 2021  | Торонто, Канада         | Хард       | Рейлли Опелка     | 6-4 6-3        |
| 13. | 12 сентября 2021 | Открытый чемпионат США  | Хард       | Новак Джокович    | 6-4 6-4 6-4    |
| 14. | 6 августа 2022   | Кабо-Сан-Лукас, Мексика | Хард       | Кэмерон Норри     | 7-5 6-0        |
| 15. | 30 октября 2022  | Вена, Австрия           | Хард (зал) | Денис Шаповалов   | 4-6 6-3 6-2    |
| 16. | 19 февраля 2023  | Роттердам, Нидерланды   | Хард (зал) | Янник Синнер      | 5-7 6-2 6-2    |
| 17. | 25 февраля 2023  | Доха, Катар             | Хард       | Энди Маррей       | 6-4 6-4        |
| 18. | 4 марта 2023     | Дубай, ОАЭ              | Хард       | Андрей Рублёв     | 6-2 6-2        |
| 19. | 2 апреля 2023    | Майами, США             | Хард       | Янник Синнер      | 7-5 6-3        |
| 20. | 21 мая 2023      | Рим, Италия             | Грунт      | Хольгер Руне      | 7-5 7-5        |

#### Поражения (19)
| №   | Дата             | Турнир                           | Покрытие   | Соперник в финале     | Счёт                   |
| --- | ---------------- | -------------------------------- | ---------- | --------------------- | ---------------------- |
| 1.  | 8 января 2017    | Ченнаи, Индия                    | Хард       | Роберто Баутиста Агут | 3-6 4-6                |
| 2.  | 6 января 2019    | Брисбен, Австралия               | Хард       | Кэй Нисикори          | 4-6 6-3 2-6            |
| 3.  | 28 апреля 2019   | Барселона, Испания               | Грунт      | Доминик Тим           | 4-6 0-6                |
| 4.  | 4 августа 2019   | Вашингтон, США                   | Хард       | Ник Кирьос            | 6-7(6) 6-7(4)          |
| 5.  | 11 августа 2019  | Монреаль, Канада                 | Хард       | Рафаэль Надаль        | 3-6 0-6                |
| 6.  | 8 сентября 2019  | Открытый чемпионат США           | Хард       | Рафаэль Надаль        | 5-7 3-6 7-5 6-4 4-6    |
| 7.  | 21 февраля 2021  | Открытый чемпионат Австралии     | Хард       | Новак Джокович        | 5-7 2-6 2-6            |
| 8.  | 7 ноября 2021    | Париж, Франция                   | Хард (зал) | Новак Джокович        | 6-4 3-6 3-6            |
| 9.  | 21 ноября 2021   | Итоговый турнир ATP              | Хард (зал) | Александр Зверев      | 4-6 4-6                |
| 10. | 30 января 2022   | Открытый чемпионат Австралии (2) | Хард       | Рафаэль Надаль        | 6-2 7-6(5) 4-6 4-6 5-7 |
| 11. | 12 июня 2022     | Хертогенбос, Нидерланды          | Трава      | Тим ван Рейтховен     | 4-6 1-6                |
| 12. | 19 июня 2022     | Халле, Германия                  | Трава      | Хуберт Хуркач         | 1-6 4-6                |
| 13. | 19 марта 2023    | Индиан-Уэлс, США                 | Хард       | Карлос Алькарас       | 3-6 2-6                |
| 14. | 11 сентября 2023 | Открытый чемпионат США (2)       | Хард       | Новак Джокович        | 3-6 6-7(5) 3-6         |
| 15. | 4 октября 2023   | Пекин, Китай                     | Хард       | Янник Синнер          | 6-7(2) 6-7(2)          |
| 16. | 29 октября 2023  | Вена, Австрия                    | Хард (зал) | Янник Синнер          | 6-7(7) 6-4 3-6         |
| 17. | 28 января 2024   | Открытый чемпионат Австралии (3) | Хард       | Янник Синнер          | 6-3 6-3 4-6 4-6 3-6    |
| 18. | 17 марта 2024    | Индиан-Уэлс, США (2)             | Хард       | Карлос Алькарас       | 6-7(5) 1-6             |
| 19. | 22 июня 2025     | Халле, Германия (2)              | Трава      | Александр Бублик      | 3-6 6-7(4)             |

### Финалы челленджеров и фьючерсов в одиночном разряде (6)

#### Победы (5)
| Условные обозначения |
| -------------------- |
| Челленджеры (1)      |
| Фьючерсы (4+4)*      |

| Титулы по покрытиям | Титулы по месту проведения матчей турнира |
| ------------------- | ----------------------------------------- |
| Хард (2+2)*         | Зал (1+2)                                 |
| Грунт (2+2)         | Зал (1+2)                                 |
| Трава (0)           | Открытый воздух (4+2)                     |
| Ковёр (1)           | Открытый воздух (4+2)                     |

* количество побед в одиночном разряде + количество побед в парном разряде.
| №  | Дата             | Турнир                       | Покрытие    | Соперник в финале | Счёт        |
| -- | ---------------- | ---------------------------- | ----------- | ----------------- | ----------- |
| 1. | 10 августа 2014  | Телави, Грузия               | Грунт       | Джанлука Магер    | 3-6 6-2 6-2 |
| 2. | 12 апреля 2015   | Эль-Кантави, Тунис           | Хард        | Том Жомби         | 6-4 6-0     |
| 3. | 30 мая 2015      | Москва, Россия               | Грунт       | Иван Гахов        | 6-4 6-1     |
| 4. | 20 февраля 2016  | Тримбах, Швейцария           | Ковёр (зал) | Адриен Боссель    | 6-1 6-3     |
| 5. | 11 сентября 2016 | Сен-Реми-де-Прованс, Франция | Хард        | Йорис де Лоре     | 6-3 6-3     |

#### Поражение (1)
| №  | Дата            | Турнир             | Покрытие | Соперник в финале | Счёт    |
| -- | --------------- | ------------------ | -------- | ----------------- | ------- |
| 1. | 13 августа 2016 | Порторож, Словения | Хард     | Флориан Майер     | 1-6 2-6 |

### Финалы челленджеров и фьючерсов в парном разряде (10)

#### Победы (4)
| №  | Дата             | Турнир         | Покрытие   | Партнёр         | Соперники в финале                 | Счёт              |
| -- | ---------------- | -------------- | ---------- | --------------- | ---------------------------------- | ----------------- |
| 1. | 2 августа 2014   | Телави, Грузия | Грунт      | Флоран Дьеп     | Эмануэле Молина Риккардо Синикропи | 6-1 4-6 [10-3]    |
| 2. | 12 сентября 2014 | Мюлуз, Франция | Хард (зал) | Карен Хачанов   | Эли Руссе Оливье Шарруэн           | 7-6(5) 4-6 [10-7] |
| 3. | 1 мая 2015       | Грас, Франция  | Грунт      | Жюльен Дюбай    | Максим Шазаль Жером Энзерийо       | 6-4 6-4           |
| 4. | 5 марта 2016     | Лилль, Франция | Хард (зал) | Денис Мацукевич | Антал ван дер Дёйм Давид Пел       | 7-6(5) 4-6 [10-7] |

#### Поражения (6)
| №  | Дата            | Турнир                    | Покрытие | Партнёр             | Соперники в финале                 | Счёт              |
| -- | --------------- | ------------------------- | -------- | ------------------- | ---------------------------------- | ----------------- |
| 1. | 31 января 2015  | Эль-Кантави, Тунис        | Хард     | Александр Лазов     | Риккардо Гедин Клаудио Грасси      | 6-4 6-7(2) [4-10] |
| 2. | 7 февраля 2015  | Эль-Кантави, Тунис        | Хард     | Александр Лазов     | Доминик Вайдингер Петер Хеллер     | 3-6 3-6           |
| 3. | 11 апреля 2015  | Эль-Кантави, Тунис        | Хард     | Реми Шала           | Анис Горбель Васко Младенов        | 6-4 1-6 [9-11]    |
| 4. | 19 июня 2015    | Казань, Россия            | Грунт    | Владимир Ужиловский | Максим Дубаренко Владислав Манафов | 3-6 6-4 [6-10]    |
| 5. | 17 июля 2015    | Сен-Жерве-ле-Бен, Франция | Грунт    | Чжан Чжичжэнь       | Кайо Силва Рикардо Урсуа Ривера    | 6-7(4) 1-6        |
| 6. | 21 августа 2015 | Минск, Беларусь           | Хард     | Чжан Чжичжэнь       | Егор Герасимов Илья Ивашко         | 1-6 3-6           |

### Финалы командных турниров (2)

#### Победы (2)
| №  | Год  | Турнир       | Команда                                                           | Соперник в финале                                              | Счёт |
| 1. | 2021 | Кубок ATP    | Россия · Е. Донской, А. Карацев, А. Рублёв, Д. Медведев           | Италия · М. Берреттини, С. Болелли, А. Вавассори, Ф. Фоньини,  | 2-0  |
| 2. | 2021 | Кубок Дэвиса | Россия Е. Донской, А. Карацев, Д. Медведев, А. Рублёв, К. Хачанов | Хорватия Б. Гойо, Н. Мектич, М. Павич, Н. Сердарушич, М. Чилич | 2-0  |

## История выступлений на турнирах
Чтобы предотвратить неразбериху и удваивание счёта, информация в этой таблице корректируется только по окончании турнира или по окончании участия там данного игрока.
| Турнир                       | 2016 | 2017          | 2018          | 2019          | 2020          | 2021  | 2022          | 2023          | 2024   | 2025  | Итог        | В/П за карьеру |             |
| ---------------------------- | ---- | ------------- | ------------- | ------------- | ------------- | ----- | ------------- | ------------- | ------ | ----- | ----------- | -------------- | ----------- |
| Турниры Большого шлема       |      |               |               |               |               |       |               |               |        |       |             |                |             |
| Открытый чемпионат Австралии | —    | 1Р            | 2Р            | 4Р            | 4Р            | Ф     | Ф             | 3Р            | Ф      | 2Р    | 0 / 9       | 28-9           |             |
| Открытый чемпионат Франции   | —    | 1Р            | 1Р            | 1Р            | 1Р            | 1/4   | 4Р            | 1Р            | 4Р     | 1Р    | 0 / 9       | 10-9           |             |
| Уимблдонский турнир          | К3   | 2Р            | 3Р            | 3Р            | НП            | 4Р    | —             | 1/2           | 1/2    | 1Р    | 0 / 7       | 18-7           |             |
| Открытый чемпионат США       | К1   | 1Р            | 3Р            | Ф             | 1/2           | П     | 4Р            | Ф             | 1/4    |       | 1 / 8       | 33-7           |             |
| В/П в сезоне                 | 0-0  | 1-4           | 5-4           | 11-4          | 8-3           | 20-3  | 12-3          | 13-4          | 18-4   | 1-3   | 1 / 33      | 89-32          |             |
| Итоговые турниры             |      |               |               |               |               |       |               |               |        |       |             |                |             |
| Итоговый турнир ATP          | —    | —             | —             | Группа        | П             | Ф     | Группа        | 1/2           | Группа |       | 1 / 6       | 12-11          |             |
| Олимпийские игры             |      |               |               |               |               |       |               |               |        |       |             |                |             |
| Летняя Олимпиада             | —    | Не проводился | Не проводился | Не проводился | Не проводился | 1/4   | Не проводился | Не проводился | 3Р     | НП    | 0 / 2       | 5-2            |             |
| Турниры Мастерс              |      |               |               |               |               |       |               |               |        |       |             |                |             |
| Индиан-Уэлс                  | —    | 1Р            | 3Р            | 3Р            | НП            | 3Р    | 3Р            | Ф             | Ф      | 1/2   | 0 / 8       | 20-8           |             |
| Майами                       | —    | —             | 2Р            | 4Р            | НП            | 1/4   | 1/4           | П             | 1/2    | 2Р    | 1 / 7       | 18-6           |             |
| Монте-Карло                  | К1   | 1Р            | 2Р            | 1/2           | НП            | —     | —             | 1/4           | 3Р     | 3Р    | 0 / 6       | 10-6           |             |
| Мадрид                       | —    | —             | 1Р            | 1Р            | НП            | 3Р    | —             | 4Р            | 1/4    | 1/4   | 0 / 6       | 8-6            |             |
| Рим                          | —    | —             | 1Р            | 1Р            | —             | 2Р    | —             | П             | 4Р     | 4Р    | 1 / 6       | 10-5           |             |
| Монреаль/Торонто             | —    | 1Р            | 3Р            | Ф             | НП            | П     | 2Р            | 1/4           | 2Р     | 3Р    | 1 / 8       | 14-7           |             |
| Цинциннати                   | —    | 1Р            | 1Р            | П             | 1/4           | 1/2   | 1/2           | 3Р            | 2Р     | 2Р    | 1 / 8       | 15-8           |             |
| Шанхай                       | —    | 1Р            | 2Р            | П             | НП            | НП    | НП            | 3Р            | 1/4    |       | 1 / 5       | 10-4           |             |
| Париж                        | —    | К1            | 2Р            | 2Р            | П             | Ф     | 2Р            | 2Р            | 2Р     |       | 1 / 7       | 10-6           |             |
| Статистика за карьеру        |      |               |               |               |               |       |               |               |        |       |             |                |             |
| Сыграно турниров ATP         | 5    | 24            | 26            | 23            | 11            | 17    | 18            | 22            | 18     | 17    | 180         | 180            |             |
| Проведено финалов            | 0    | 1             | 3             | 9             | 2             | 7     | 5             | 9             | 2      | 1     | 39          | 39             |             |
| Выиграно турниров ATP        | 0    | 0             | 3             | 4             | 2             | 4     | 2             | 5             | 0      | 0     | 20          | 20             |             |
| В/П: всего                   | 5-5  | 24-26         | 43-24         | 59-21         | 28-10         | 63-13 | 45-19         | 66-18         | 46-21  | 27-17 | 406—174     | 406—174        |             |
| Σ % побед                    | 50 % | 48 %          | 64 %          | 74 %          | 74 %          | 83 %  | 70 %          | 79 %          | 69 %   | 61 %  | 67,2 %      | 67,2 %         |             |
| Рейтинг на конец года        | 99   | 65            | 16            | 5             | 4             | 2     | 7             | 3             | 5      |       | $46 365 783 | $46 365 783    | $46 365 783 |

К — проигрыш в квалификационном турнире.

## История результатов турниров Большого шлема с участием в финалах
Открытый чемпионат США-2019
| Стадия  | Соперник (посев)     | Рейтинг | Счёт                  | Время матча |
| 1 раунд | Праджнеш Гуннесваран | 88      | 6-4 6-1 6-2           | 1 ч 25 мин  |
| 2 раунд | Уго Деллиен          | 84      | 6-3 7-5 5-7 6-3       | 2 ч 43 мин  |
| 3 раунд | Фелисиано Лопес      | 61      | 7-6(1) 4-6 7-6(7) 6-4 | 3 ч 19 мин  |
| 4 раунд | Доминик Кёпфер (Q)   | 118     | 3-6 6-3 6-2 7-6(2)    | 2 ч 32 мин  |
| 1/4     | Стэн Вавринка (23)   | 24      | 7-6(6) 6-3 3-6 6-1    | 2 ч 34 мин  |
| 1/2     | Григор Димитров      | 78      | 7-6(5) 6-4 6-3        | 2 ч 38 мин  |
| Финал   | Рафаэль Надаль (2)   | 2       | 5-7 3-6 7-5 6-4 4-6   | 4 ч 51 мин  |

Открытый чемпионат Австралии-2021
| Стадия  | Соперник (посев)         | Рейтинг | Счёт                | Время матча |
| 1 раунд | Вашек Поспишил           | 63      | 6-2 6-2 6-4         | 1 ч 47 мин  |
| 2 раунд | Роберто Карбальес Баэна  | 99      | 6-2 7-5 6-1         | 1 ч 44 мин  |
| 3 раунд | Филип Краинович (28)     | 33      | 6-3 6-3 4-6 3-6 6-0 | 3 ч 6 мин   |
| 4 раунд | Маккензи Макдональд (PR) | 192     | 6-4 6-2 6-3         | 1 ч 29 мин  |
| 1/4     | Андрей Рублёв (7)        | 8       | 7-5 6-3 6-2         | 2 ч 5 мин   |
| 1/2     | Стефанос Циципас (5)     | 6       | 6-4 6-2 7-5         | 2 ч 55 мин  |
| Финал   | Новак Джокович (1)       | 1       | 5-7 2-6 2-6         | 1 ч 53 мин  |

Открытый чемпионат США-2021
| Стадия  | Соперник (посев)           | Рейтинг | Счёт            | Время матча |
| 1 раунд | Ришар Гаске                | 79      | 6-4 6-3 6-1     | 1 ч 57 мин  |
| 2 раунд | Доминик Кёпфер             | 57      | 6-4 6-1 6-2     | 1 ч 48 мин  |
| 3 раунд | Пабло Андухар              | 74      | 6-0 6-4 6-3     | 1 ч 56 мин  |
| 4 раунд | Дэниел Эванс (24)          | 27      | 6-3 6-4 6-3     | 1 ч 43 мин  |
| 1/4     | Ботик ван де Зандсхюлп (Q) | 117     | 6-3 6-0 4-6 7-5 | 2 ч 23 мин  |
| 1/2     | Феликс Оже-Альяссим (12)   | 15      | 6-4 7-5 6-2     | 2 ч 4 мин   |
| Финал   | Новак Джокович (1)         | 1       | 6-4 6-4 6-4     | 2 ч 16 мин  |

Открытый чемпионат Австралии-2022
| Стадия  | Соперник (посев)        | Рейтинг | Счёт                      | Время матча |
| 1 раунд | Хенри Лааксонен         | 91      | 6-1 6-4 7-6(3)            | 1 ч 54 мин  |
| 2 раунд | Ник Кирьос              | 115     | 7-6(1) 6-4 4-6 6-2        | 2 ч 58 мин  |
| 3 раунд | Ботик ван де Зандсхюлп  | 57      | 6-4 6-4 6-2               | 1 ч 55 мин  |
| 4 раунд | Максим Кресси           | 70      | 6-2 7-6(4) 6-7(4) 7-5     | 3 ч 30 мин  |
| 1/4     | Феликс Оже-Альяссим (9) | 9       | 6-7(3) 3-6 7-6(2) 7-5 6-4 | 4 ч 42 мин  |
| 1/2     | Стефанос Циципас (4)    | 4       | 7-6(5) 4-6 6-4 6-1        | 2 ч 30 мин  |
| Финал   | Рафаэль Надаль (6)      | 5       | 6-2 7-6(5) 4-6 4-6 5-7    | 5 ч 24 мин  |

Открытый чемпионат США-2023
| Стадия  | Соперник (посев)    | Рейтинг | Счёт               | Время матча |
| 1 раунд | Аттила Балаж (PR)   | -       | 6-1 6-1 6-0        | 1 ч 14 мин  |
| 2 раунд | Кристофер О’Коннелл | 69      | 6-2 6-2 6-7(6) 6-2 | 3 ч 4 мин   |
| 3 раунд | Себастьян Баэс      | 32      | 6-2 6-2 7-6(6)     | 2 ч 40 мин  |
| 4 раунд | Алекс де Минор (13) | 13      | 2-6 6-4 6-1 6-2    | 2 ч 42 мин  |
| 1/4     | Андрей Рублёв (8)   | 8       | 6-4 6-3 6-4        | 2 ч 48 мин  |
| 1/2     | Карлос Алькарас (1) | 1       | 7-6(3) 6-1 3-6 6-3 | 3 ч 22 мин  |
| Финал   | Новак Джокович (2)  | 2       | 3-6 6-7(5) 3-6     | 3 ч 17 мин  |

Открытый чемпионат Австралии-2024
| Стадия  | Соперник (посев)         | Рейтинг | Счёт                      | Время матча |
| 1 раунд | Теранс Атман             | 144     | 5-7 6-2 6-4 1-0, отказ    | 2 ч 37 мин  |
| 2 раунд | Эмиль Руусувуори         | 53      | 3-6 6-7(1) 6-4 7-6(1) 6-0 | 4 ч 23 мин  |
| 3 раунд | Феликс Оже-Альяссим (27) | 30      | 6-3 6-4 6-3               | 2 ч 9 мин   |
| 4 раунд | Нуну Боржеш              | 69      | 6-3 7-6(4) 5-7 6-1        | 3 ч 7 мин   |
| 1/4     | Хуберт Хуркач (9)        | 9       | 7-6(4) 2-6 6-3 5-7 6-4    | 3 ч 59 мин  |
| 1/2     | Александр Зверев (6)     | 6       | 5-7 3-6 7-6(4) 7-6(5) 6-3 | 4 ч 18 мин  |
| Финал   | Янник Синнер (4)         | 4       | 6-3 6-3 4-6 4-6 3-6       | 3 ч 44 мин  |

## Победы над теннисистами из топ-10
По состоянию на 9 июня 2025 года
- У Медведева рекорд 47-52 против игроков, которые на момент проведения матча входили в топ-10.

| Сезон | 2016 | 2017 | 2018 | 2019 | 2020 | 2021 | 2022 | 2023 | 2024 | Всего |
| Побед | 0    | 1    | 0    | 8    | 7    | 10   | 3    | 12   | 6    | 47    |

| №    | Игрок               | Рейтинг | Турнир                       | Покрытие   | Этап       | Счёт                          | Рейтинг Медведева |
| ---- | ------------------- | ------- | ---------------------------- | ---------- | ---------- | ----------------------------- | ----------------- |
| 2017 |                     |         |                              |            |            |                               |                   |
| 1.   | Стэн Вавринка       | 3       | Уимблдон                     | Трава      | 1-й раунд  | 6-4, 3-6, 6-4, 6-1            | 49                |
| 2019 |                     |         |                              |            |            |                               |                   |
| 2.   | Стефанос Циципас    | 8       | Монте-Карло, Монако          | Грунт      | 3-й раунд  | 6-2, 1-6, 6-4                 | 14                |
| 3.   | Новак Джокович      | 1       | Монте-Карло, Монако          | Грунт      | 1/4 финала | 6-3, 4-6, 6-2                 | 14                |
| 4.   | Кей Нисикори        | 7       | Барселона, Испания           | Грунт      | 1/2 финала | 6-4, 3-6, 7-5                 | 14                |
| 5.   | Доминик Тим         | 4       | Монреаль, Канада             | Хард       | 1/4 финала | 6-3, 6-1                      | 9                 |
| 6.   | Карен Хачанов       | 8       | Монреаль, Канада             | Хард       | 1/2 финала | 6-1, 7-6(6)                   | 9                 |
| 7.   | Новак Джокович      | 1       | Цинциннати, США              | Хард       | 1/2 финала | 3-6, 6-3, 6-3                 | 8                 |
| 8.   | Стефанос Циципас    | 7       | Шанхай, Китай                | Хард       | 1/2 финала | 7-6(5), 7-5                   | 4                 |
| 9.   | Александр Зверев    | 6       | Шанхай, Китай                | Хард       | Финал      | 6-4, 6-1                      | 4                 |
| 2020 |                     |         |                              |            |            |                               |                   |
| 10.  | Диего Шварцман      | 9       | Париж, Франция               | Хард (зал) | 1/4 финала | 6-3, 6-1                      | 5                 |
| 11.  | Александр Зверев    | 7       | Париж, Франция               | Хард (зал) | Финал      | 5-7, 6-4, 6-1                 | 5                 |
| 12.  | Александр Зверев    | 6       | Итоговый турнир ATP          | Хард (зал) | Группа     | 6-3, 6-4                      | 4                 |
| 13.  | Новак Джокович      | 1       | Итоговый турнир ATP          | Хард (зал) | Группа     | 6-3, 6-3                      | 4                 |
| 14.  | Диего Шварцман      | 9       | Итоговый турнир ATP          | Хард (зал) | Группа     | 6-3, 6-3                      | 4                 |
| 15.  | Рафаэль Надаль      | 2       | Итоговый турнир ATP          | Хард (зал) | 1/2 финала | 3-6, 7-6(4), 6-3              | 4                 |
| 16.  | Доминик Тим         | 3       | Итоговый турнир ATP          | Хард (зал) | Финал      | 4-6, 7-6(2), 6-4              | 4                 |
| 2021 |                     |         |                              |            |            |                               |                   |
| 17.  | Диего Шварцман      | 9       | Кубок АТР                    | Хард       | Группа     | 7-5, 6-3                      | 4                 |
| 18.  | Александр Зверев    | 7       | Кубок АТР                    | Хард       | 1/2 финала | 3-6, 6-3, 7-5                 | 4                 |
| 19.  | Маттео Берреттини   | 10      | Кубок АТР                    | Хард       | Финал      | 6-4, 6-2                      | 4                 |
| 20.  | Андрей Рублёв       | 8       | Открытый чемпионат Австралии | Хард       | 1/4 финала | 7-5, 6-3, 6-2                 | 4                 |
| 21.  | Стефанос Циципас    | 6       | Открытый чемпионат Австралии | Хард       | 1/2 финала | 6-4, 6-2, 7-5                 | 4                 |
| 22.  | Новак Джокович      | 1       | Открытый чемпионат США       | Хард       | Финал      | 6-4, 6-4, 6-4                 | 2                 |
| 23.  | Александр Зверев    | 4       | Париж, Франция               | Хард (зал) | 1/2 финала | 6-2, 6-2                      | 2                 |
| 24.  | Хуберт Хуркач       | 9       | Итоговый турнир ATP          | Хард (зал) | Группа     | 6-7(5), 6-3, 6-4              | 2                 |
| 25.  | Александр Зверев    | 3       | Итоговый турнир ATP          | Хард (зал) | Группа     | 6-3, 6-7(3), 7-6(6)           | 2                 |
| 26.  | Каспер Рууд         | 8       | Итоговый турнир ATP          | Хард (зал) | 1/2 финала | 6-4, 6-2                      | 2                 |
| 2022 |                     |         |                              |            |            |                               |                   |
| 27.  | Маттео Берреттини   | 7       | Кубок АТР                    | Хард       | Группа     | 6-2, 6-7(5), 6-4              | 2                 |
| 28.  | Феликс Оже-Альяссим | 9       | Открытый чемпионат Австралии | Хард       | 1/4 финала | 6-7(4), 3-6, 7-6(2), 7-5, 6-4 | 2                 |
| 29.  | Стефанос Циципас    | 4       | Открытый чемпионат Австралии | Хард       | 1/2 финала | 7-6(5), 4-6, 6-4, 6-1         | 2                 |
| 2023 |                     |         |                              |            |            |                               |                   |
| 30.  | Феликс Оже-Альяссим | 8       | Роттердам, Нидерланды        | Хард (зал) | 1/4 финала | 6-2, 6-4                      | 11                |
| 31.  | Феликс Оже-Альяссим | 9       | Доха, Катар                  | Хард       | 1/2 финала | 6-4, 7-6(7)                   | 8                 |
| 32.  | Новак Джокович      | 1       | Дубай, ОАЭ                   | Хард       | 1/2 финала | 6-4, 6-4                      | 7                 |
| 33.  | Андрей Рублёв       | 6       | Дубай, ОАЭ                   | Хард       | Финал      | 6-2, 6-2                      | 7                 |
| 34.  | Стефанос Циципас    | 5       | Рим, Италия                  | Грунт      | 1/2 финала | 7-5, 7-5                      | 3                 |
| 35.  | Хольгер Руне        | 7       | Рим, Италия                  | Грунт      | Финал      | 7-5, 7-5                      | 3                 |
| 36.  | Андрей Рублёв       | 8       | Открытый чемпионат США       | Хард       | 1/4 финала | 6-4, 6-3, 6-4                 | 3                 |
| 37.  | Карлос Алькарас     | 1       | Открытый чемпионат США       | Хард       | 1/2 финала | 7-6(3), 6-1, 3-6, 6-3         | 3                 |
| 38.  | Александр Зверев    | 10      | Пекин, Китай                 | Хард       | 1/2 финала | 6-4, 6-3                      | 3                 |
| 39.  | Стефанос Циципас    | 7       | Вена, Австрия                | Хард (зал) | 1/2 финала | 6-4, 7-6(6)                   | 3                 |
| 40.  | Андрей Рублёв       | 5       | Итоговый турнир ATP          | Хард (зал) | Группа     | 6-4, 6-2                      | 3                 |
| 41.  | Александр Зверев    | 7       | Итоговый турнир ATP          | Хард (зал) | Группа     | 7-6(7), 6-4                   | 3                 |
| 2024 |                     |         |                              |            |            |                               |                   |
| 42.  | Хуберт Хуркач       | 9       | Открытый чемпионат Австралии | Хард       | 1/4 финала | 7-6(4), 2-6, 6-3, 5-7, 6-4    | 3                 |
| 43.  | Александр Зверев    | 6       | Открытый чемпионат Австралии | Хард       | 1/2 финала | 5-7, 3-6, 7-6(4), 7-6(5), 6-3 | 3                 |
| 44.  | Хольгер Руне        | 7       | Индиан-Уэлс, США             | Хард       | 1/4 финала | 7-5, 6-4                      | 4                 |
| 45.  | Григор Димитров     | 10      | Уимблдон                     | Трава      | 4-й раунд  | 5-3 - отказ                   | 5                 |
| 46.  | Янник Синнер        | 1       | Уимблдон                     | Трава      | 1/4 финала | 6-7(7), 6-4, 7-6(4), 2-6, 6-3 | 5                 |
| 47.  | Алекс де Минор      | 9       | Итоговый турнир ATP          | Хард (зал) | Группа     | 6-2, 6-4                      | 4                 |